# スターバースト銀河
スターバースト銀河（スターバーストぎんが、starburst galaxy）とは、太陽の10倍以上の質量を持つ恒星を短期間（約1000万年程度）で作っている銀河である。このことから、爆発的星生成銀河とも呼ばれる。2つの銀河が衝突したり近接遭遇した場合にこのような爆発的星形成（スターバースト）が引き起こされることが多い。通常の銀河でも星形成は行われているが、単位時間当たりの星形成率はスターバースト銀河に比べるとずっと少ない。スターバースト銀河での星形成は、そのまま星形成が続けば恒星を作る材料となる星間ガスを銀河の年齢よりもずっと短時間で使い尽くしてしまうほどの勢いである。よく知られたスターバースト銀河の例として、M82銀河やIC10銀河などがある。
スターバースト銀河の一種にウォルフ・ライエ銀河がある。これはスターバーストで生み出された恒星の多くがウォルフ・ライエ星として観測される銀河である。

## スターバースト銀河の例
代表的なスターバースト銀河
- チャンドラX線天文台、ハッブル宇宙望遠鏡 (HST)、スピッツァー宇宙望遠鏡の撮像を合成したスターバースト銀河M82。
- 2013年11月に公開された、HSTの広視野カメラ3 (WFC3) で撮像されたアンテナ銀河 (NGC 4038&4039) の画像。

おおぐま座の不規則銀河M82はスターバースト銀河の原型といえる銀河である。M82の活発な星形成は近くのM81銀河との近接遭遇によって引き起こされている。この付近の電波観測によるマッピングを見ると、中性水素の大きな流れが2つの銀河をつないでいることが分かる。これも近接遭遇の結果である。
からす座のアンテナ銀河 (NGC4038,4039) もよく知られたスターバースト銀河である。

## スターバーストの要因
星形成をおこなうには恒星の材料となる分子ガスが豊富に存在している必要があることに加えて、それらの高密度環境が必要になる。特にスターバースト銀河のような通常の渦巻銀河より1－2桁近く高い星形成効率を実現するためには、何らかの機構で前述の条件が効率よく達成される必要がある。それら機構については観測と数値シミュレーションから様々な知見が得られており、近傍宇宙においては銀河同士の近接遭遇（例：M81/M82）や衝突（例：アンテナ銀河）を通じて角運動量を失ったガスが大量に銀河中心部に供給され、そこでスターバーストを引き起こすと考えられている。